# Wiseman Meyiwa
Wiseman Meyiwa (sinh ngày 27 tháng 12 năm 1999) là một cầu thủ bóng đá người Nam Phi hiện tại thi đấu cho câu lạc bộ Nam Phi Kaiser Chiefs ở Premier Soccer League.

## Sự nghiệp quốc tế
Meyiwa ra mắt quốc tế cho Nam Phi ngày 12 tháng 8 năm 2017 trong trận đấu tại Vòng loại Giải vô địch bóng đá châu Phi 2018 trước Zambia.

## Thống kê sự nghiệp

### Quốc tế
Tính đến các trận đấu diễn ra ngày 8 tháng 1 năm 2018.
| National team | Năm       | Số trận | Bàn thắng |
| ------------- | --------- | ------- | --------- |
| Nam Phi       | 2017      | 1       | 0         |
| Tổng cộng     | Tổng cộng | 1       | 0         |